# جائزة IEEE للإنترنت
جائزة معهد مهندسي الكهرباء والإلكترونيات للإنترنت أو جائزة آي تربل أيه للإنترنت (بالإنجليزية: IEEE Internet Award)‏ هي جائزة في مجال الأعمال التقنية مُقدّمة من قبل معهد مهندسي الكهرباء والإلكترونيات مُنحت للمرة الأولى في العام 1999م.
تمنح الجائزة سنوياً لفرد أو أكثر بشرط ألا يتجاوز عدد المُتلقين ثلاثة، بسبب المشاركة الإستثنائية المُقدمة في تطوير تكنولوجيا شبكة الإنترنت أو بُنية الشبكات أو تطبيقات المُستخدمين، ويحصل الفائز أو كل من الفائزين على ميدالية برونزيّة وشهادة تكريم وتكريم فخري.

## الحائزون على الجائزة
| السنة | الحاصل على الجائزة                                      | السبب |
| ----- | ------------------------------------------------------- | --- |
| 2000  | بول باران، دونالد ديفيس، ليونارد كلينروك ولورانس روبرتس | بسبب مساهمتهم البارزة والمبكرة في تصوّر وتحليل وتنفيذ شبكات تبديل الرزم، التكنولوجيا الأساسية في شبكة الإنترنت.                                       |
| 2001  | لويس بوزان                                              | بسبب تطويره الرائد وتأييده الفعال للشبكات المعتمدة على تبادل الرزم، وهي التقنيّة التي تقف وراء التوسّع السريع وغير المكلف وغير المركزي لشبكة الإنترنت. |
| 2002  | ستيف كروكر                                              | |
| 2003  | بول موكابيتريس                                          | |
| 2004  | راي توملينسون وديف كروكر                                | البريد الإلكتروني |
| 2005  | سالي فلويد                                              | |
| 2006  | سكوت شينكير                                             | |
| 2007  | لم تمنح                                                 | |
| 2008  | مايك بريسيا، جيني ترافرز، وبوب هيندن                    | الموجه. |
| 2009  | ليشيا تشانغ                                             | طوبولوجيا الإنترنت |
| 2010  | ستيفن ديرينج                                            | آي بي في 6 |
| 2011  | جون موراي                                               | |
| 2012  | مارك هاندلي                                             | |
| 2013  | ديفيد ميلز                                              | |
| 2014  | جون كراوكروفت                                           | |
| 2015  | كيمبرلي كلافي وفيرن باكسون                              | |